# YouTube Poop
Als YouTube Poop (Akronym: YTP, deutsch YouTube-Kacke, entgegen der entsprechenden Rechtschreibregel aber meist YouTube Kacke, kurz YTK) wird eine Form von humoristischen und provokativen Webvideos bezeichnet, die aus bearbeiteten und teils collageartig zusammengesetzten fremden Inhalten bestehen. YTP-Videos werden meist auf dem Videoportal YouTube hochgeladen. Die Autoren der Videos werden häufig Pooper genannt. Als Kunstform entstand YouTube Poop Mitte der 2000er-Jahre. Seitdem hat sich eine differenzierte Szene mit eigenen Besonderheiten und Memes entwickelt.

## Beschreibung
YouTube-Kacke wird als Webvideogenre verstanden, das existierende Videos sinnentstellend und humoristisch zusammenschneidet. Es gibt keine übereinstimmende Definition, als zentrales Merkmal gilt aber die subversive Verfremdung von Medieninhalten, die meist aus dem kommerziellen Mainstream stammen, also beispielsweise aus Fernsehsendungen oder Zeichentrickfilmen. Diese Inhalte werden bearbeitet, um besonders lustig, glitch-artig, oder nervig zu wirken. Eine Kommentatorin meint, die häufigste Eigenschaft von YouTube Poop sei, dass sie „nicht besonders gut“ seien. YouTube Poop wird als surreale, provokative Kunstform mit „teils grenzwertige[m]“ Humor charakterisiert und mit der Remix-Kultur und dem Dadaismus in Verbindung gebracht. Sie sei aber „ekelhafter, brutaler und vor allem unsinniger“ als andere Kunstwerke.
Aktive Pooper beschreiben YTP als „eine Analogie für digitales Graffiti“ oder „eine Art Collage in Videoform“.
Der Medienwissenschaftler Benjamin Eugster meint, YTK sei stilistisch und kulturell so vielfältig, dass der Begriff weder als zusammenhängende Online-Community noch als einheitlich definiertes Genre verstanden werden könne. Er beschreibt die „YouTubePooper“ als eine globale, sich selbst vulgarisierende Szene mit unterschiedlichen Ausprägungen und sprachlichen Besonderheiten. Er sieht YouTube-Kacke „konzeptuell in der Nähe“ von Parodien und Videos der Fankultur, die Szene selbst unterscheide YTK teilweise ausdrücklich von Video-Mashups. Verbindendes Merkmal von YouTube-Kacke sei allein die Kennzeichnung der Videos als solche im Titel oder im Tag.

## Geschichte
Das angeblich erste Video in Form von YouTube Poop wurde im Jahre 2004 auf der Webseite SheezyArt von einem damals 15-jährigen Teenager mit dem Pseudonym SuperYoshi hochgeladen. Das Video mit dem Titel The Adventures of Super Mario 3 Remixed ist ein bearbeiteter Ausschnitt der Serie Super Mario Brothers Super Show. Es ist nur wenige Monate älter als das Webvideoportal YouTube, von dem später der Name abgeleitet wurde. Ende der 2000er-Jahre wurden häufig Sequenzen aus drei auf Philips CD-i veröffentlichten Spielen für YTP verwendet. Über die Jahre entwickelte sich eine kleine YTP-Fangemeinschaft, die eigene Stilmittel entwickelte. Einige Videos wurden besonders bekannt und erhielten mehrere Millionen Views auf Youtube, andere wurden als Urheberrechtsverletzung gelöscht. In den 2010er-Jahren nahm die Beliebtheit von YTP eher ab. Ein Pooper erzählt, die Szene sei in diesem späteren Stadium in kleinere Nischen zerfallen.
Die erste deutschsprachige Form von YouTube Poop soll 2008 entstanden sein, inspiriert von der englischsprachigen YTP-Szene. Die YouTuberin Coldmirror, deren Videos Grundlage für frühe, erfolgreiche Videos waren, soll zur damaligen Bekanntheit von YTK beigetragen haben. Die YTK Til hasst Flüchtlinge von Stupido ging 2015 durch die deutschen Medien.
2017 erreichte YTK in Deutschland den Zenit ihrer Bekanntheit. Der bekannteste deutsche Pooper, maßgeblich an dieser Popularität beteiligt, ist Galileel mit 400.000 Abonnenten (Stand September 2024). Sein Video In Nürnberg war vor dessen Löschung mutmaßlich die meistgeklickte deutsche YTK.
Ab 2020 nahm die Popularität von YTK in Deutschland wieder stark ab. Insbesondere durch Content ID wurden stetig Videos von YouTube wegen Urheberrechtsverletzung gelöscht. Heute ist eine kleine Community geblieben, die nach wie vor YTK erstellt.

## Techniken und Stilmittel
YouTube Poop verwendet verschiedene Techniken und Stilmittel, im Englischen gelegentlich Poopisms genannt, um Videos zu bearbeiten:
- Word Mixing und Sentence Mixing (auch sentence mixing oder word trim) sind im Original nicht enthaltene Sätze und Wörter, die aus Wörtern, Silben oder Buchstaben des Originaltons zusammengeschnitten werden. Es wird vor allem Wert darauf gelegt, den Sinn des original gesprochenen Satzes zu entstellen und aus ihm eine vollkommen neue, meist gegenteilige, absurde oder oftmals auch obszöne Aussage zu kreieren.
- Beim Reversing oder Reversals handelt es sich um das Vor- und Zurückspulen eines bestimmten Satzes, eines Wortes oder einer Silbe. Durch diese Technik entstanden die für YouTube Poop typischen Fantasiebegriffe „soos“, „saas“, „sees“ bzw. „lool“, „laal“, „leel“.[1]
- Rapes (von engl. rape ‚Vergewaltigung‘) sollen das Ton- und Bildmaterial auf möglichst extreme und unangenehme Weise verändern. Bei den Earrapes wird die Audiospur zerstört, beispielsweise durch Verzerrung oder Änderung der Tonhöhe oder der Geschwindigkeit. Bei den Eyerapes wird das visuelle Bild verunstaltet.
- Bestimmte Bruchstücke oder Figuren haben sich zu Running Gags entwickelt, zum Beispiel der Kinderbuchautor Michael Rosen.[13] Running Gags in deutschsprachiger YTK sind beispielsweise die Fantasieworte „soos“, „saas“ und „sees“ und Material mit dem 1&1-Werbegesicht Marcell D’Avis oder Detlef Soost.[1]

## Rechtliche Situation
Die meisten YTP-Videos sind von Fair Use aus dem amerikanischen Copyright abgedeckt. YouTube und andere Webvideoportale sperren regelmäßig YTK-Inhalte, die als Urheberrechtsverletzung gemeldet oder erkannt werden, da die Pooper in der Regel keine Verwertungsrechte am Bild- oder Tonmaterial besitzen. Manche Pooper monetarisieren ihre Arbeiten nicht oder nur teilweise über YouTube und greifen auf Crowdfunding-Plattformen zurück.
Artikel 17 der EU-Richtlinie 2019/790 zum Urheberrecht im digitalen Binnenmarkt und die sogenannten Uploadfilter machen das Veröffentlichen von YTK potenziell schwerer, weswegen zahlreiche YouTuber bereits vor Verabschiedung der Richtlinie gegen diesen Artikel (der im ursprünglichen Vorschlag die Nummer 13 trug) protestiert hatten.